# Kanton Mérignac-2
Mérignac-2 is een kanton van het Franse departement Gironde. Het kanton maakt deel uit van het arrondissement Bordeaux.

## Gemeenten
Het kanton Mérignac-2 omvat de volgende gemeenten:
- Martignas-sur-Jalle
- Mérignac (zuidelijk deel) (hoofdplaats)
- Saint-Jean-d'Illac

Bij de herindeling van de kantons door het decreet van 20 februari 2014 werd dit kanton niet gewijzigd.